# Campeonato Gaúcho Série B
Het Campeonato Gaúcho Série B is het derde hoogste voetbalcompetitie van de Braziliaanse staat Rio Grande do Sul. De competitie wordt georganiseerd door de FGF en werd voor het eerst gespeeld in 1967 als Terceira Divisão.
De competitie werd regelmatig ook een aantal jaar niet gespeeld. In 2012 werd de competitie na een aantal jaar heringevoerd en veranderde de naam in Segunda Divisão. De Segunda Divisão zelf nam dat jaar de naam Divisão de Acesso aan. In 2022 werd de naam gewijzigd in Série B.

## Overzicht
- 1967 -  Grêmio Santanense
- 1968 -  Igrejinha
- 1969 -  Três Passos
- 1970-1979 - Geen competitie
- 1980 -  Igrejinha
- 1981 -  Pradense
- 1982-1984 - Geen competitie
- 1985 -   Guarany de Cruz Alta
- 1986-1998 - Geen competitie
- 1999 -  Guarany de Bagé
- 2000 -  Gaúcho
- 2001 -  Cachoeira
- 2002 -  Ulbra
- 2003 -  Lami
- 2004-2011 - Geen competitie
- 2012 -  Aimoré
- 2013 -  Tupy
- 2014 -  Rio Grande
- 2015 -  Marau
- 2016 -  Guarany de Bagé
- 2017 -  Internacional B
- 2018 -  São Borja
- 2019 -  Guarany de Bagé
- 2020 - Geannuleerd wegens coronapandemie
- 2021 -  Santa Cruz
- 2022 -  Monsoon
- 2023 -  Cachoeirinha Cruzeiro

Bahia · Brasília · Ceará · Goiás · Minas Gerais · Pará · Paraíba · Paraná · Pernambuco · Rio de Janeiro · Rio Grande do Sul · Santa Catarina · São Paulo